# Campionati italiani di sci alpino 1999
I Campionati italiani di sci alpino 1999 si svolsero a Campo Felice, a Campo Imperatore e a Ovindoli dal 27 marzo al 1º aprile, organizzati dallo sciclub EUR. Il programma incluse gare di discesa libera, supergigante, slalom gigante, slalom speciale e combinata, sia maschili sia femminili.
Trattandosi di competizioni valide anche ai fini del punteggio FIS, vi parteciparono anche sciatori di altre federazioni, senza che questo consentisse loro di concorrere al titolo nazionale italiano.

## Risultati

### Uomini

#### Discesa libera
| Pos. | Atleta             | Nazione  | Tempo   |
| ---- | ------------------ | -------- | ------- |
| 1    | Claudio Collenberg | Svizzera | 1:20,05 |
| 2    | Matteo Berbenni    | Italia   | 1:20,09 |
| 3    | Kurt Sulzenbacher  | Italia   | 1:20,27 |
| 4    | Reinhard Leiter    | Italia   | 1:20,59 |
| 5    | Kristian Ghedina   | Italia   | 1:20,63 |
| 6    | Ludwig Sprenger    | Italia   | 1:20,70 |
| 7    | Pietro Vitalini    | Italia   | 1:20,81 |
| 8    | Paolo Lampredi     | Italia   | 1:20,83 |
| 8    | Robin Marullaz     | Francia  | 1:20,83 |
| 10   | Maurizio Feller    | Italia   | 1:20,86 |

Data: 30 marzo

#### Supergigante
| Pos. | Atleta             | Nazione       | Tempo   |
| ---- | ------------------ | ------------- | ------- |
| 1    | Jürgen Hasler      | Liechtenstein | 1:27,25 |
| 2    | Maurizio Feller    | Italia        | 1:27,30 |
| 3    | Matteo Berbenni    | Italia        | 1:27,53 |
| 4    | Ivan Bormolini     | Italia        | 1:27,68 |
| 5    | Kristian Ghedina   | Italia        | 1:27,73 |
| 6    | Roland Fischnaller | Italia        | 1:27,74 |
| 7    | Kurt Sulzenbacher  | Italia        | 1:27,87 |
| 8    | Ludwig Sprenger    | Italia        | 1:27,98 |
| 9    | Paolo Lampredi     | Italia        | 1:28,18 |
| 10   | Reinhard Leiter    | Italia        | 1:28,19 |

Data: 31 marzo

#### Slalom gigante
| Pos. | Atleta            | Nazione | Tempo   |
| ---- | ----------------- | ------- | ------- |
| 1    | Matteo Nana       | Italia  | 1:45,20 |
| 2    | Giorgio Rocca     | Italia  | 1:45,53 |
| 3    | Sergio Bergamelli | Italia  | 1:45,70 |
| 4    | Arnold Rieder     | Italia  | 1:45,84 |
| 5    | Patrick Thaler    | Italia  | 1:45,91 |
| 6    | Walter Girardi    | Italia  | 1:46,14 |
| 7    | Ivan Bormolini    | Italia  | 1:46,19 |
| 8    | Patrick Holzer    | Italia  | 1:46,24 |
| 9    | Stefano Pergher   | Italia  | 1:46,36 |
| 10   | Alexander Prosch  | Italia  | 1:46,32 |

Data: 27 marzo

#### Slalom speciale
| Pos. | Atleta                 | Nazione | Tempo   |
| ---- | ---------------------- | ------- | ------- |
| 1    | Matteo Nana            | Italia  | 1:34,75 |
| 2    | Massimiliano Blardone  | Italia  | 1:34,97 |
| 3    | Giorgio Rocca          | Italia  | 1:35,64 |
| 4    | Fabrizio Tescari       | Italia  | 1:35,82 |
| 5    | Alan Perathoner        | Italia  | 1:36,02 |
| 6    | Simone Vicquery        | Italia  | 1:36,04 |
| 7    | Matteo Belfrond        | Italia  | 1:36,08 |
| 8    | Sergio Bergamelli      | Italia  | 1:36,34 |
| 9    | Thomas Bergamelli      | Italia  | 1:36,49 |
| 10   | Konrad Kurt Ladstätter | Italia  | 1:36,56 |

Data: 28 marzo

#### Combinata
| Pos. | Atleta                | Nazione |
| ---- | --------------------- | ------- |
| 1    | Massimiliano Blardone | Italia  |
| 2    | Kristian Ghedina      | Italia  |
| 3    | Alberto Senigagliesi  | Italia  |

Data:

### Donne

#### Discesa libera
| Pos. | Atleta             | Nazione | Tempo   |
| ---- | ------------------ | ------- | ------- |
| 1    | Isolde Kostner     | Italia  | 1:22,19 |
| 2    | Daniela Ceccarelli | Italia  | 1:23,14 |
| 3    | Elisa Bonacorsi    | Italia  | 1:23,73 |
| 4    | Annalisa Ceresa    | Italia  | 1:23,77 |
| 5    | Patrizia Bassis    | Italia  | 1:23,82 |
| 6    | Marta Antonioli    | Italia  | 1:24,04 |
| 7    | Romina Dei Cas     | Italia  | 1:24,22 |
| 8    | Barbara Kleon      | Italia  | 1:24,42 |
| 9    | Barbara Merlin     | Italia  | 1:24,57 |
| 10   | Lucia Recchia      | Italia  | 1:24,64 |

Data: 1º aprile

#### Supergigante
| Pos. | Atleta             | Nazione | Tempo   |
| ---- | ------------------ | ------- | ------- |
| 1    | Isolde Kostner     | Italia  | 1:34,36 |
| 2    | Patrizia Bassis    | Italia  | 1:34,63 |
| 3    | Romina Dei Cas     | Italia  | 1:35,32 |
| 4    | Daniela Ceccarelli | Italia  | 1:35,55 |
| 5    | Annalisa Ceresa    | Italia  | 1:35,96 |
| 5    | Bibiana Perez      | Italia  | 1:35,96 |
| 7    | Karen Putzer       | Italia  | 1:36,20 |
| 8    | Lucia Recchia      | Italia  | 1:36,32 |
| 9    | Elisa Bonacorsi    | Italia  | 1:36,38 |
| 10   | Marta Antonioli    | Italia  | 1:36,49 |

Data: 29 marzo

#### Slalom gigante
| Pos. | Atleta                | Nazione | Tempo   |
| ---- | --------------------- | ------- | ------- |
| 1    | Karen Putzer          | Italia  | 2:14,97 |
| 2    | Sonia Viérin          | Italia  | 2:15,03 |
| 3    | Maddalena Planatscher | Italia  | 2:15,08 |
| 4    | Silke Bachmann        | Italia  | 2:15,16 |
| 5    | Isolde Kostner        | Italia  | 2:15,89 |
| 6    | Annalisa Ceresa       | Italia  | 2:16,16 |
| 7    | Chiara Ottone         | Italia  | 2:16,88 |
| 8    | Sabina Panzanini      | Italia  | 2:17,06 |
| 9    | Monika Knapp          | Italia  | 2:17,20 |
| 10   | Daniela Ceccarelli    | Italia  | 2:17,24 |

Data: 31 marzo

#### Slalom speciale
| Pos. | Atleta                | Nazione | Tempo   |
| ---- | --------------------- | ------- | ------- |
| 1    | Nicole Gius           | Italia  | 1:43,52 |
| 2    | Silke Bachmann        | Italia  | 1:44,91 |
| 3    | Emma Pezzedi          | Italia  | 1:44,97 |
| 4    | Petra Mitterstieler   | Italia  | 1:45,00 |
| 5    | Christine Gruber      | Italia  | 1:45,71 |
| 6    | Maddalena Planatscher | Italia  | 1:45,96 |
| 7    | Monika Knapp          | Italia  | 1:46,32 |
| 8    | Honey Galvani         | Italia  | 1:47,19 |
| 9    | Barbara Ascher        | Italia  | 1:46,86 |
| 10   | Giorgia Lorenz        | Italia  | 1:48,44 |

Data: 30 marzo

#### Combinata
| Pos. | Atleta              | Nazione |
| ---- | ------------------- | ------- |
| 1    | Karen Putzer        | Italia  |
| 2    | Petra Mitterstieler | Italia  |
| 3    | Honey Galvani       | Italia  |

Data: